# CBay
CBay Systems este o companie furnizoare de servicii de transcriere medicală. Compania a fost înființată în anul 1998 și are sediile în Annapolis, Maryland și Atlanta, Georgia. Din iunie 2007, CBay este listată la bursa din Londra.